# 3901 Nanjingdaxue
A 3901 Nanjingdaxue (ideiglenes jelöléssel 1958 GQ) a Naprendszer kisbolygóövében található aszteroida. A Bíbor-hegyi Obszervatórium fedezte fel 1958. április 7-én.